# Eating Out: All You Can Eat
Eating Out: All You Can Eat is een Amerikaanse komedie uit 2009 geregisseerd door Glenn Gaylord. Het is de derde film uit de Eating Out-filmserie. Hoofdrollen worden gespeeld door Rebekah Kochan, Daniel Skelton en Chris Salvatore.

## Verhaal
Na de begrafenis van Marc en Kyle - die omkwamen terwijl ze tijdens het autorijden orale seks hadden en tegen de toerbus van Céline Dion reden - verhuurt Helen een van haar kamers aan haar ietwat sullige neefje Casey. Dankzij haar begint Casey als hulpje in het schoonheidssalon "Nail Me" van Tiffani von der Sloot. Tiffany tracht Casey te overhalen om zich in te schrijven voor een "gayverkoop" waarvan de opbrengst wordt geschonken aan het lokale holebi-tehuis. Casey weigert, totdat hij er de knappe Zack ontmoet. Omdat Casey denkt dat zijn uiterlijk niet past bij het eerder sportieve lichaam van Zack stelt Tiffany voor om over het internet contact te zoeken. Daarbij laat ze Casey een nepprofiel aanmaken met de foto van haar ex Ryan.
Casey kan via de chat de aandacht van Zack trekken en Zack komt al snel dat de conclusie dat hij en "Ryan" veel gezamenlijke interesses hebben. Vandaar dat ze de volgende dag afspreken in een café. Tiffany en Casey gaan naar het café onder het mum dat ze er toevallig Zack ontmoeten. De ontmoeting loopt goed tot wanneer de echte Ryan ook binnenstapt en Zack zich tot hem richt. De heteroseksuele Ryan - die werkt als stripper in een homodiscotheek - wil wraak nemen op Tiffany omwille van een eerdere gebeurtenis. Daarom doet hij zich voor als homoseksueel en gaat in op Zack zijn vraag om bij hem te komen eten. Tiffany kan Ryan overtuigen dat Casey en Zack een koppel moeten worden al moet hij daarvoor met de twee mannen een trio doen. Hierdoor worden Casey en Zack uiteindelijk een koppel, maar een jaloerse ex-vriend van Zack heeft een compromitterende film met een vrijpartij van Casey en die ex.

## Rolverdeling
| Acteur                | Personage             |
| --------------------- | --------------------- |
| Rebekah Kochan        | Tiffani von der Sloot |
| Daniel Skelton        | Casey                 |
| Chris Salvatore       | Zack                  |
| Michael E.R. Walker   | Ryan                  |
| Mink Stole            | Helen                 |
| Leslie Jordan         | Harry                 |
| John Stallings        | Lionel                |
| Julia Cho             | Tandy                 |
| Sumalee Montano       | Pam                   |
| Christina Balmores    | Candy                 |
| Tabitha Taylor        | Tabitha               |
| Maximiliano Torandell | Ernesto               |